# Villa Elisa (Córdova)
Villa Elisa é uma comuna da província de Córdoba, na Argentina.